# Ефрем (Спанос)
Митрополи́т Ефре́м (греч. Μητροπολίτης Εφραίμ, англ. Metropolitan Ephraim в миру Гео́ргий Спано́с греч. Γεώργιος Σπανός англ. George Spanos; 18 марта 1939, Модесто, США — 24 января 2019, Бостон, США) — епископ Святой православной церкви Северной Америки (Бостонский синод), митрополит Бостонский (1996—2015).

## Биография
Родился 18 марта 1939 года в Модесто, в Калифорнии, в семье Хризостома Спаноса (Спанудакиса), родом из Питагориона (принял схиму с именем Хрисанф, †1982) и его супруги Урании (в девичестве Псома, приняла схиму с именем Нектария в монастыре Рождества Богородицы, †1986), родом из Маратокамбоса с острова Самос.
Обучался в школе Джорджа Вашингтона в Сан-Франциско, а после её окончания поступил в греческий колледж Святого Креста в Бруклайне, где окончил четырёхгодичный курс бакалавриата и, после него, ещё три года изучал богословие, завершив образование в июне 1963 года. В колледже его преподавателями были в том числе священники Георгий Флоровский и Иоанн Романидис. В 1963 году поступил в братию Преображенского монастыря в Бостоне.
28 августа 1963 года в Новом Скиту на Афоне был пострижен в рясофор, а 28 августа 1966 года был пострижен в монашество.
30 января 1988 года в Преображенском монастыре в Бостоне митрополитом Кефалонийским Максимом по благословлению архиепископа Афинского Авксентия (Пастраса) был рукоположён в сан иеродиакона, а 1 февраля 1988 года в Рослиндейле — в сан иеромонаха.
Обладая музыкальными способностями и хорошим голосом, предпринял переложение традиции византийского церковного пения применительно к переведённым с древнегреческого на английский язык церковным текстам (позднее эту работу продолжил иеромонах Серафим).
В 1989 году в юрисдикции ИПХ Греции (Синод Авксентия) был хиротонисан в сан епископа Бостонского, викария Американской архиепископии.
В 1996 году возглавил Святую православную церковь Северной Америки.
13 августа 2015 года вышел на покой. 4 октября 2015 года Священный Синод СПЦСА, приняв отставку митрополита Ефрема, официально избрал епископа Григория (Бабунашвили) правящим митрополитом Бостонской митрополии, и, в соответствии уставом, новый митрополит Бостонский был автоматически утверждён как председатель Священного Синода. Митрополиту Ефрему было определено новить титул «митрополит Бостонский на покое», при этом он сохранял голос в Священном Синоде. Поминовения в приходах Бостонской митрополии должны совершаться следующим образом: «о наших митрополитах Ефреме и Григорие…».
Скончался 24 января 2019 года в Преображенском монастыре Бостона. 26 января митрополит Григорий (Бабунашвили) совместно с другими архиереями и братией монастыря совершил чин отпевания и погребения умершего.